# Java (caffè)

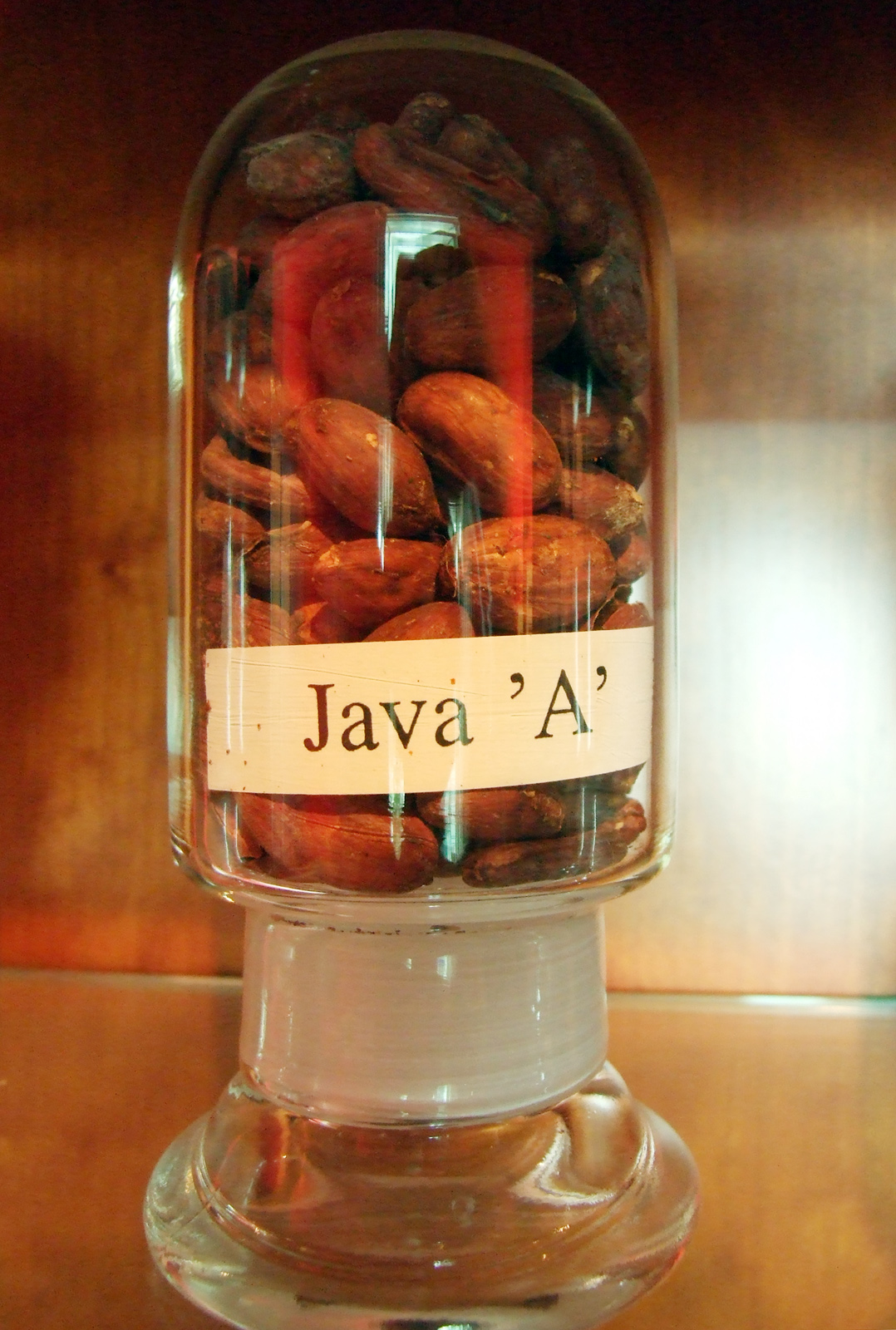
Caffè Java

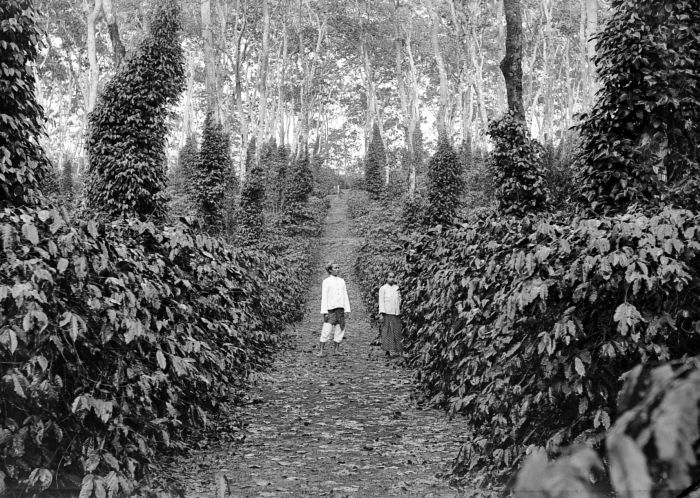
Piantagioni di caffè Java nei primi anni del 1900

Il caffè Java appartiene alla categoria del caffè robusta e viene prodotto nelle isole indonesiane. La terra vulcanica e le circostanze climatiche del luogo conferiscono alla varietà il tipico sapore che ne contraddistingue i prodotti.

## Storia
Secondo un'antica leggenda, molti secoli fa in Arabia Saudita, un indiano chiamato Baba Budan rubò di nascosto sette semi di caffè e se li legò intorno all'addome. Tornato a casa, Baba iniziò la coltivazione del caffè nel suo paese, che oggi ne è tra i maggiori produttori.
Il caffè fu poi introdotto a Java (in Indonesia) dagli olandesi nel 1699. La leggenda narra che il seme che fu colà trasportato fosse uno dei sette rubati in Arabia da Baba Budan.
Leggenda a parte, il caffè importato in Indonesia ha permesso a questo paese di divenirne uno dei maggiori produttori al mondo, grazie alla sua elevata qualità.
Tuttavia, nel 1870, l'intera industria locale di questo prodotto è stata distrutta per via dei parassiti. A seguito di questa epidemia le coltivazioni sono state sostituite con varietà di piante più resistenti alle malattie ma meno valide qualitativamente.
Attualmente la produzione indonesiana ha ancora un ruolo preminente nell'economia del paese (che per il 50% si basa sull'attività agricola) e oggi l'Indonesia è il 4º produttore mondiale di caffè (primo il Brasile).
Alcuni caffè vengono stoccati in magazzino per due o tre anni e poi venduti come Vecchio Java. Questo processo fa perdere acidità ai chicchi donandogli un corpo più deciso ed un gusto più dolce.